# Aulosepalum pyramidale
Aulosepalum pyramidale là một loài thực vật có hoa trong họ Lan. Loài này được (Lindl.) M.A.Dix & M.W.Dix mô tả khoa học đầu tiên năm 2000.